# Volendam

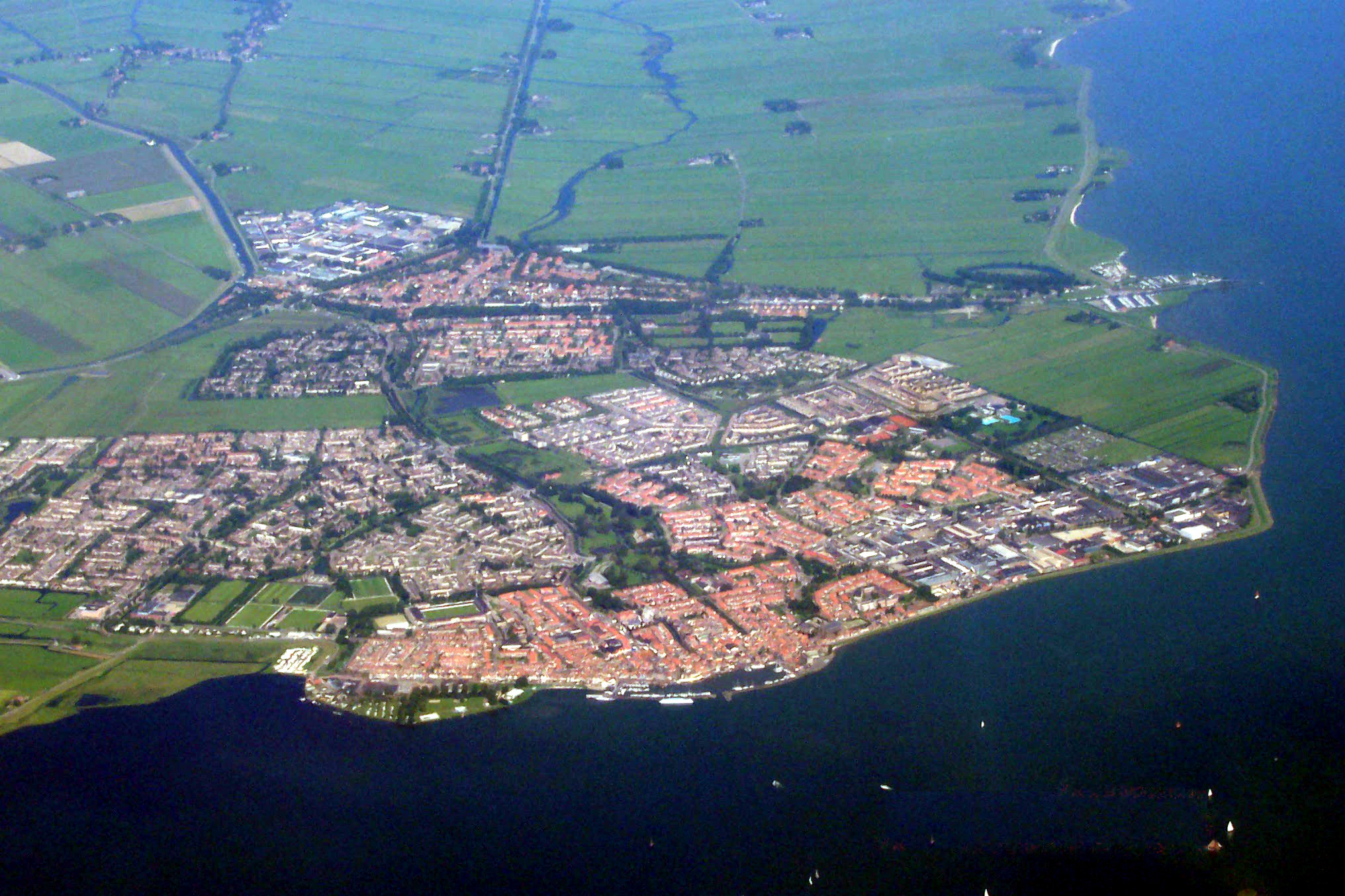
Volendam närmast och Edam i bakgrunden.

Volendam är ett berömt fiskeläge i provinsen Noord-Holland i Nederländerna. Här finns det fortfarande människor som klär sig i traditionell holländsk dräkt (folkdräkt). Staden ligger inte långt från Amsterdam.